# Matthew Turner (joueur d'échecs)
Pour le médecin, voir Matthew Turner.
Matthew Turner est un joueur d'échecs écossais né le 11 décembre 1975.
Au 1er avril 2019, Turner est le numéro un écossais avec un classement Elo de 2 517 points.

## Biographie et carrière
Grand maître international, Matthew Turner a remporté les tournois de Witley 1999,  de Newport 2000 et l'open international du championnat d'Écosse en 2016.
En 1995, il finit deuxième ex æquo du tournoi anniversaire de Hastings.